# دينيس عبد الله
دينيس عبد الله (مواليد 22 مايو 1990) هو لاعب كرة قدم محترف من فنلندا. يلعب في خط الوسط الدفاعي، لكن يمكنه اللعب في مراكز أخرى أيضًا.